# John Burgee

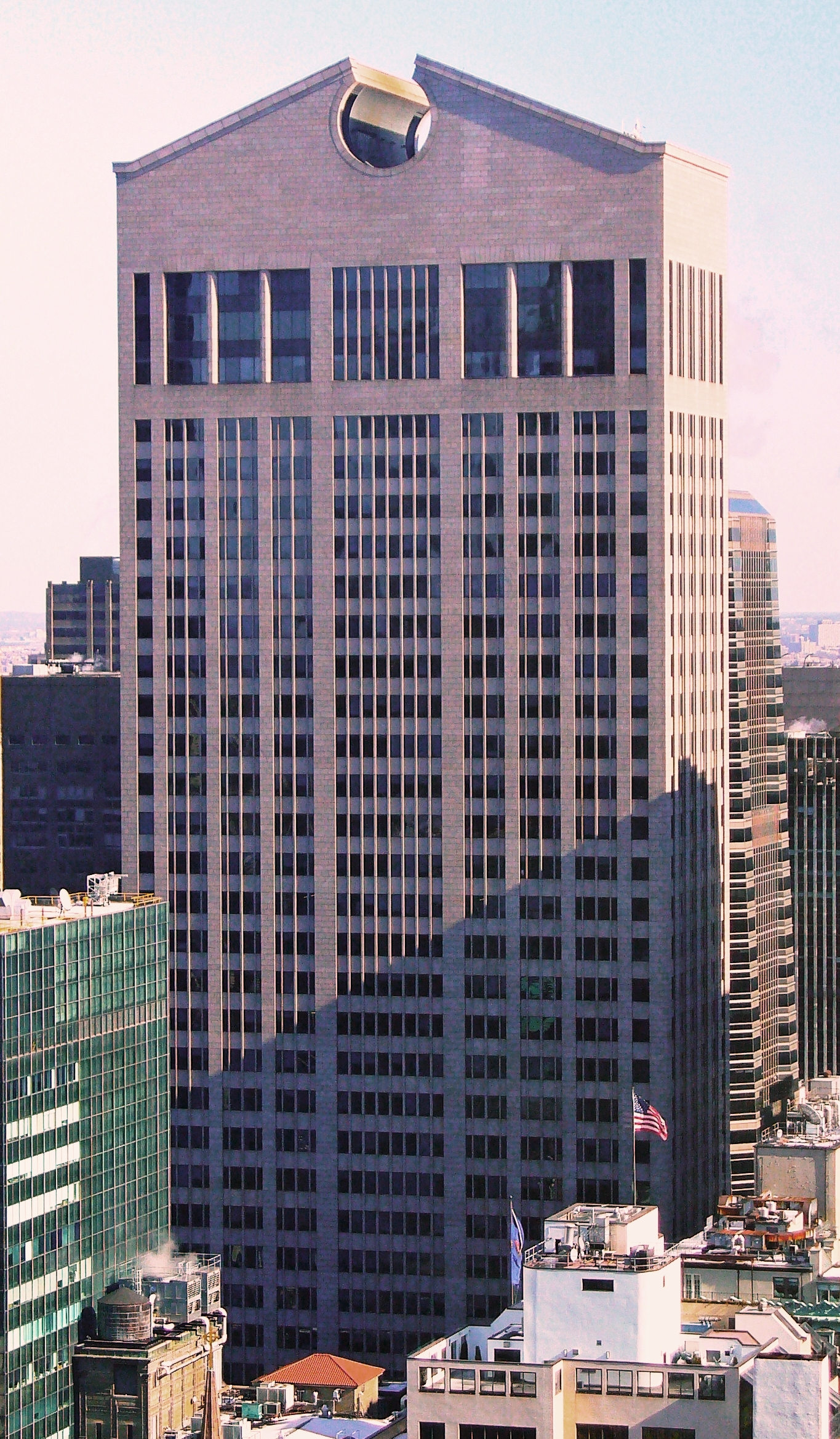
El Sony Building en Nueva York, antiguamente AT&T World Headquarters

John Burgee es un arquitecto estadounidense destacado por sus contribuciones a la arquitectura postmoderna. Fue socio de Philip Johnson desde 1967 hasta 1991, creando la firma Johnson/Burgee Architects. Sus colaboraciones emblemáticas incluyen Pennzoil Place en Houston y el Sony Building en Nueva York. Burgee facilitó a Johnson la salida de la firma en 1991, y cuando se declaró en bancarrota, la carrera de Burgee estaba acabada. Burgee está jubilado, y vive en California.

## Vida y carrera
Burgee se graduó en la Escuela de Arquitectura de la Universidad de Notre Dame en 1956, y trabajó en el Consejo Directivo de la Universidad desde 1988 hasta 2006, cuando fue nombrado miembro emérito, y en el Consejo Asesor de la Escuela de Arquitectura desde 1982. También fue miembro de las juntas directivas de la Liga de Arquitectura de Nueva York, el Lenox Hill Hospital, el máster de Construcción de Edificios de la Universidad de Columbia, la Parsons School of Design, y los Amigos del Upper East Side Historic District, y fue copresidente del Comité Arquitectónico de la Comisión del Centenario de la Estatua de la Libertad/Isla Ellis. Fue presidente del Instituto de Arquitectura y Estudios Urbanos.

## Johnson/Burgee Architects

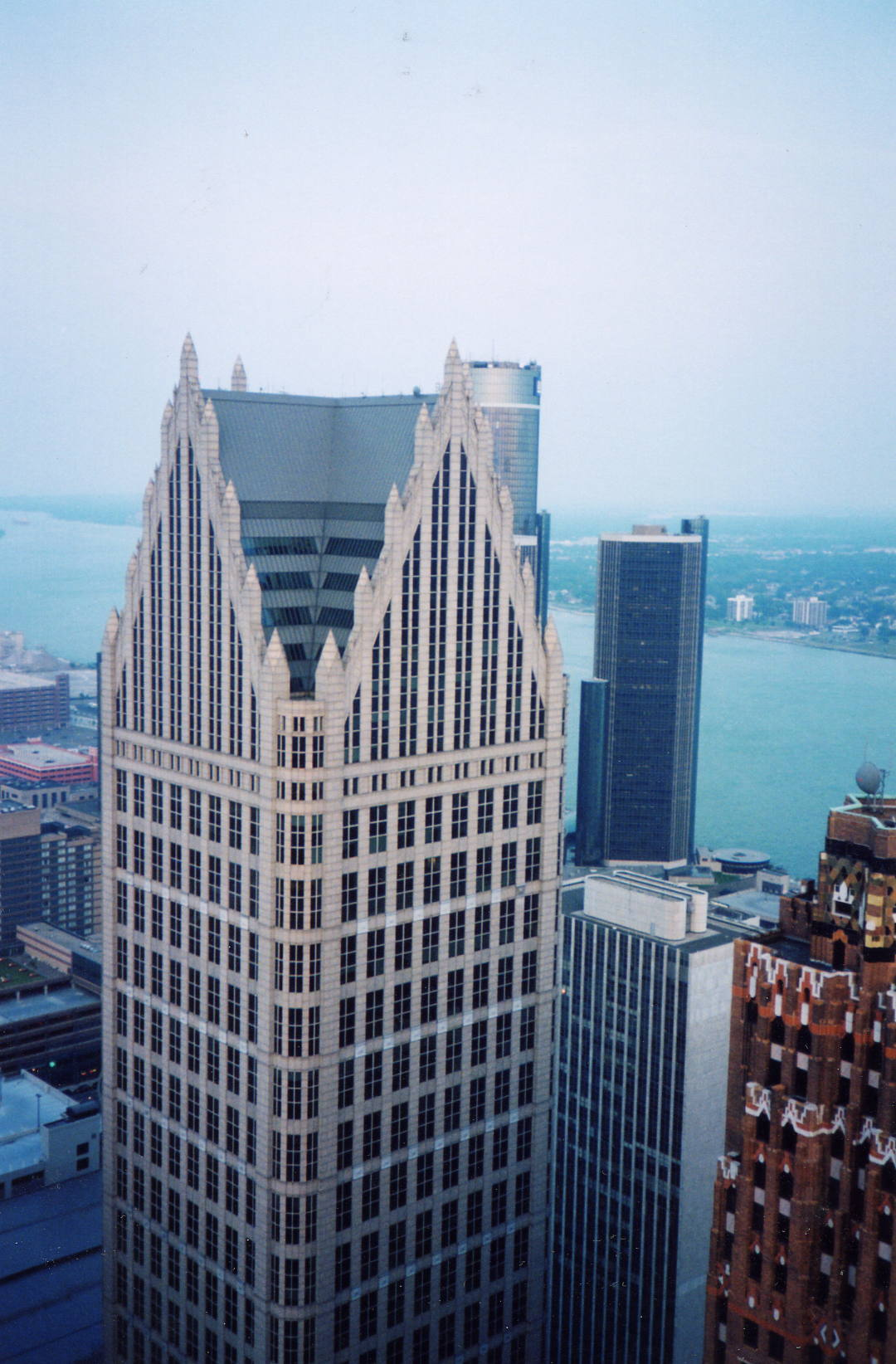
El One Detroit Center en Detroit.

John Burgee y Philip Johnson fundaron Johnson/Burgee en Manhattan en 1968, con Burgee como el director general de la empresa, y colaboraron en muchos diseños. En 1984, Raj Ahuja, que había sido un asociado de la firma durante 15 años, se hizo socio de pleno derecho. Dos años después, se trasladaron al Lipstick Building en el 885 de la Tercera Avenida, entre las Calles 53 y 54, que fue diseñado por la firma. Ese mismo año, Burgee negoció un papel menor para Johnson en la asociación, como consultor de diseño, y en 1988 pidió a Ahuja que se fuera de la firma. En 1991 Johnson dejó por completo la firma, a petición de Burgee, completando su transformación. Poco después, la empresa entró en bancarrota por un arbitraje conectado a la salida de Ahuja, y la carrera de Burgee sufrió un duro golpe.
Sus colaboraciones incluyeron:
- 1969 – Plan maestro de Roosevelt Island en el East River, Nueva York City [4]
- 1973 – Niagara Falls Convention Center (ahora Seneca Niagara Casino), Niagara Falls (Nueva York)
- 1973 – Estación de Metro Calle 49 (reconstrucción), Manhattan, Nueva York[5]
- 1974 – Morningside House (Edificio de Recepción y Edificio de Servicios Médicos y Administración), El Bronx, Nueva York[6]
- 1974 – Fort Worth Water Gardens, Fort Worth, Texas
- 1974 – Museo de Arte Neuberger, SUNY Purchase, Purchase (Nueva York)
- 1974 – Air India Building, Bombay, India[7]
- 1975 – Pennzoil Place, Houston, Texas
- 1976 – Reconstrucción del interior de Avery Fisher Hall, Manhattan, Nueva York[8]
- 1977 - Catedral de Cristo, Garden Grove, California, en colaboración con Phillip Johnson
- 1980 – 1001 Fifth Avenue (edificio de apartamentos), Manhattan, Nueva York[9]
- 1983 – Bank of America Center, Houston, Texas
- 1983 – Williams Tower, Houston, Texas
- 1984 – PPG Place, Pittsburgh
- 1984 – Sony Building, Manhattan, Nueva York[10]
- 1986 – 33 Maiden Lane, Manhattan, Nueva York[11]
- 1986 – "Lipstick Building", 885 Tercera Avenida, Manhattan, Nueva York[12]
- 1986 – Tycon Center, Condado de Fairfax, Virginia
- 1987 – 190 South LaSalle Street, Chicago, Illinois. Primer rascacielos de Burgee en Chicago, donde nació[13]
- 1987 – Comerica Bank Tower, Dallas, Texas
- 1987 – One Atlantic Center (IBM Building), Atlanta
- 1989 – 500 Boylston Street, Boston
- 1989 – Puerta de Europa, Madrid, España
- 1989 – Museum of Television and Radio, Manhattan, Nueva York[14]
- 1990 – 191 Peachtree Tower, Atlanta
- 1993 – AEGON Center, Louisville, Kentucky
- 1993 – One Detroit Center, Detroit, Míchigan

## Premios
- 1978: Premio AIA por Pennzoil Place
- 1983: Doctor honoris causa en Ingeniería por la Universidad de Notre Dame
- 1984: Premio de Arquitectura de Chicago, Consejo de Illinois de la AIA (primer premiado)
- 2004: Premio Orlando T. Maione por distinguidas contribuciones a la Escuela de Arquitectura de Notre Dame[15]